# アンネリ・アルハンコ

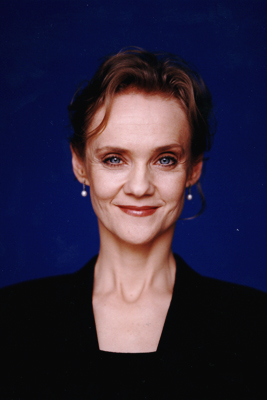
アンネリ・アルハンコ（2011年）

アンネリ・アルハンコ（Anneli Elisabeth Alhanko Skoglund、1953年12月11日 - ）は、スウェーデンのバレエダンサー、女優である。

## 経歴
フィンランド系ロシア人を両親として、コロンビアのボゴタに生まれた。1963年から1971年までストックホルムのバレエ学校でバレエを学び、1971年にスウェーデン王立バレエ団に入団した。同年、ルドルフ・ヌレエフ振付による『くるみ割り人形』で初の大役を与えられた。
1972年にはヴァルナ国際バレエコンクールに出場して、銀メダルを獲得した。1973年にソリストになり、3年後にはプリンシパルダンサーに昇格した。1984年に、スウェーデンのバレエダンサーとしては初めて「プリマ・バレリーナ・アッソルータ」の称号を授与された。1990年にはスウェーデン国王カール16世グスタフから、「デイム」（Dame）及び「宮廷ダンサー」（Dancer of the Court）の称号を授与されている。世界各地で活躍し、1984年にはガリーナ・ウラノワから『ジゼル』の直伝を受けた。レパートリーは、クラシックバレエはもとより、マクミラン、クランコ、ノイマイヤーなど幅広い。
2010年1月、ストックホルムに舞踊学校「Base 23」を創立した 。なお、2006年度のミス・スウェーデンに選ばれたモデルで女優のユセフィナ・アルハンコ（en:Josephine Alhanko）は姪にあたる。

## 出演
- Abbalett（1984年）
- Sista dansen（1993年）
- Dansaren（1994年）
- The Working of Utopia（2000年）
- R.E.A. (Roligt. Elakt. Aktuellt.)（2002年）